# The Heliocentric Worlds of Sun Ra, Volume Two
The Heliocentric Worlds of Sun Ra, Volume Two è un album discografico del 1965 inciso dal musicista jazz Sun Ra e dalla sua Solar Arkestra.

## Il disco
Dove il Volume One della serie Heliocentric Worlds conteneva in predominanza brevi pezzi astratti, il Volume Two contiene brani di maggior durata eseguiti da un gruppo ridotto, rendendolo vicino nello spirito al contemporaneo The Magic City, pubblicato da Ra attraverso l'etichetta di sua proprietà Saturn. Il disco è stato ampiamente riversato su bootleg, alcuni dei quali intitolati The Sun Myth.
L'album è stato ristampato su CD dalla ZYX-Music (ESP 1017-2) negli anni novanta.

### Descrizione dei brani
The Sun Myth è costruita attorno al giro di basso di Ronnie Boykins e alla tastiera elettronica suonata da Ra. Questi predominanti suoni bassi contrastano con l'interludio di sottofondo suonato dagli altri membri dell'Arkestra. Una rara versione alternativa – anch'essa su ESP, e con medesimo numero di catalogo – aggiunge un canto africano all'inizio e al termine del brano.
A House of Beauty vede la presenza di flauto piccolo, tastiere e basso trattato, per poi evolversi in un duetto per piano e contrabbasso.
Cosmic Chaos è un esempio di apparente libertà free-form anche se attentamente pianificato e meticolosamente eseguito dall'Arkestra.

### Copertina
La copertina, disegnata da Paul Frick, mostra una carta astronomica tedesca raffigurante il sistema solare. Oltre a ciò, Frick piazzò Sun Ra in un pantheon ideale di astronomi e scienziati insieme a nomi illustri come Tycho Brahe, Leonardo da Vinci, Copernico, Galileo Galilei e Pitagora.

### Differenti edizioni
L'album è stato pubblicato in diversi formati e da svariate case discografiche nel corso degli anni:
- ESP-Disk' 1017 (1966)
- Fontana STL 5499
- Boots 2406 (1982)
- Base ESPS-1017 (Italia, primi anni ottanta)
- Explosive 538.108 (Francia)
- Happy Bird B 90132 (bootleg tedesco, 1983)
- Magic Music 30012 (bootleg CD, 1990)
- ESP 1017 (CD, 1992)

## Tracce

### Vinile 12"
Lato A
Musiche di Sun Ra.
1. The Sun Myth – 17:20

Lato B
Musiche di Sun Ra.
1. A House of Beauty – 5:10
2. Cosmic Chaos – 14:15

## Formazione
Musicisti
- Sun Ra - pianoforte, bonghi, e clavioline
- Marshall Allen - sax alto, ottavino, flauto
- Pat Patrick - sax baritono
- Walter Miller - tromba
- John Gilmore - sax tenore
- Robert Cummings - clarinetto basso
- Ronnie Boykins - contrabbasso
- Roger Blank - percussioni

Produzione
- Richard L. Alderson - Ingegnere del suono